# ميسل ماتكيفيك
ميسل ماتكيفيك (بالألمانية: Mišel Matičević)‏ (و. 1970  م) هو ممثل، وممثل أفلام، وممثل تلفزي ألماني، ولد في برلين.

## وصلات خارجية
- ميسل ماتكيفيك على موقع IMDb (الإنجليزية)
- ميسل ماتكيفيك على موقع مونزينجر (الألمانية)
- ميسل ماتكيفيك على موقع قاعدة بيانات الأفلام العربية
- ميسل ماتكيفيك على موقع ألو سيني (الفرنسية)
- ميسل ماتكيفيك على موقع أول موفي (الإنجليزية)
- ميسل ماتكيفيك على موقع قاعدة بيانات الأفلام السويدية (السويدية)
- ميسل ماتكيفيك على موقع قاعدة بيانات الفيلم (الإنجليزية)
- ميسل ماتكيفيك على موقع كينوبويسك (الروسية)